# Vestrogotiska Patafysiska Institutet
Vestrogotiska Patafysiska Institutet är ett kritiskt litterärt och konstnärligt forskningsprojekt grundat 1973 av författarna Claes Hylinger och Magnus Hedlund samt arkitekten Christian Bodros som en löst sammanhållen grupp. 

## Bakgrund och verksamhet
Gruppen arbetar utifrån patafysiken, vilken utarbetades av den franske dramatikern och författaren Alfred Jarry i början av 1900-talet. Patafysiken beskrivs av Jarrys skapelse Doktor Faustroll som vetenskapen om undantagen och de imaginära (inbillade) lösningarna. Institutets organisation och pedagogiska riktning framläggs i skriften P.A.I. 130, utgiven av Rönnells förlag 2005. Institutet har också en löpande skriftserie som utges i samarbete med Rönnells förlag. Rönnells antikvariat i Stockholm är samlingspunkt för institutet.
Institutet utgör den svenska delen av Le Collège de 'Pataphysique (Patafysiska Kollegiet) och är ett av ett tjugotal liknande institut i världen. Det senaste i raden var London Institute of 'Pataphysics som startade år 2000. 
Det svenska institutet förste direktör var Charles (Charlie) Truck. Institutets aktivitet var under många år låg, men ett par år efter det att det franska kollegiet utträtt ur sin flera decennier långa "ockultation" (se Hylingers "Desockultation") ökade aktiviteten. Bland annat grundades tidskriften Talar under registrator Bodros ledning år 2005. Till institutets Rector Magnificus utsågs år 130 P. E. (av den Patafyiska Eran, dvs efter den franske författaren Alfred Jarrys födelse) konstnären Elis Eriksson. Efter dennes frånfälle år 2006 har konstnären Sven Nyström utsetts till hans efterträdare.
Presidiet av Vestrogotiska Patafysiska Institutet beslutade i juni 2007 att utnämna Sven Otto Littorin till magister i patafysik med motiveringen "för hans förkroppsligande av de inbillade lösningarnas praktik i liv och arbete i Far Ubus anda".